# V354 Cephei
V354 Cephei is een rode hyperreus in het sterrenbeeld Cepheus, op zo'n 9000 lichtjaar van de Aarde. Met zijn straal van 1.520 zonneradii is het een van de grootste bekende sterren.